# جيم ماثيوز
جيم ماثيوز (بالإنجليزية: Jim Matthews)‏ هو لاعب كرة قدم أسترالية أسترالي، ولد في 7 نوفمبر 1919 في Culcairn ‏ في أستراليا، وتوفي في 25 يونيو 1999.

## وصلات خارجية
- جيم ماثيوز على موقع AustralianFootball.com (الإنجليزية)
- جيم ماثيوز على موقع AFLtables.com (الإنجليزية)
- جيم ماثيوز على موقع رابطة محترفي التنس (الإنجليزية)
- جيم ماثيوز على موقع أرشيف التنس.كوم (الإنجليزية)